# Philenora semiochrea
Philenora semiochrea là một loài bướm đêm thuộc phân họ Arctiinae, họ Erebidae.